# T-40 (戦車)
T-40は第二次世界大戦におけるソ連の水陸両用戦車である。

## 概要
T-37、T-38の運用実績やノモンハン事件での戦訓から、次の偵察軽戦車では装甲を強化することが要求された。実際ソ連の偵察装輪装甲車の装甲厚は最大8mmしかなく、日本軍の重機関銃の7.7mm徹甲弾の集中射撃で撃ち抜かれ、撃破されてしまったからである。
水上走行のため軽量化されたT-37、T-38も同様であり、N.A.アストロフの設計チームは装甲厚を13mmに増強し、重量増加に対しては車体容積を増やして浮力を確保、全くの新型である試作車オブイェークト010（オブイェークトは「物、物体」の意味で、英語の「オブジェクト」に相当する）を開発した。
四輌の試作車が1939年7月に完成。後日二輌が追加され、これらには輸入されたダッジ製やD-5エンジン（76～85馬力）が搭載され、テストされた。この結果、車体長を120mm、幅を50mm拡大、車高は20mm下げて水上での安定性を向上させることとなり、オブイェークト020、T-40の形態が完成した。
1941年6月にドイツ軍の侵攻が開始されると、急遽増産のために水上航行装置を撤去して簡易化され、通常の偵察軽戦車となったT-40Sが翌月から量産に入った。
独ソ戦初期の大損害の穴埋めのために歩兵支援に駆りだされ、モスクワ防衛戦などで武装と装甲の貧弱さゆえに多数が失われて姿を消し、残存車両は訓練用となった。

## 構成
T-40はそれまでのソ連の水陸両用戦車に比べると大型化されており、車体形状もより通常の軽戦車に近いものとなっているが、水上航行能力を高めるために船形構造の車体を持つ等、基本的な構成は同一である。
足回りは輸入したスウェーデンのランズベルク L-60を参考にソ連の軽戦車としては初めてトーションバー・サスペンションが採用され、水辺での機動性が向上した。1940年10月からの量産型はGAZ-11トラック用の85馬力ガソリンエンジンを搭載していた。
武装は従来の7.62mmDT機銃に加え12.7mmDShK重機関銃が搭載され、近くの軽装甲目標を撃破したり、3,500m先の軟目標に制圧射撃を浴びせることができるようになった。

## T-30

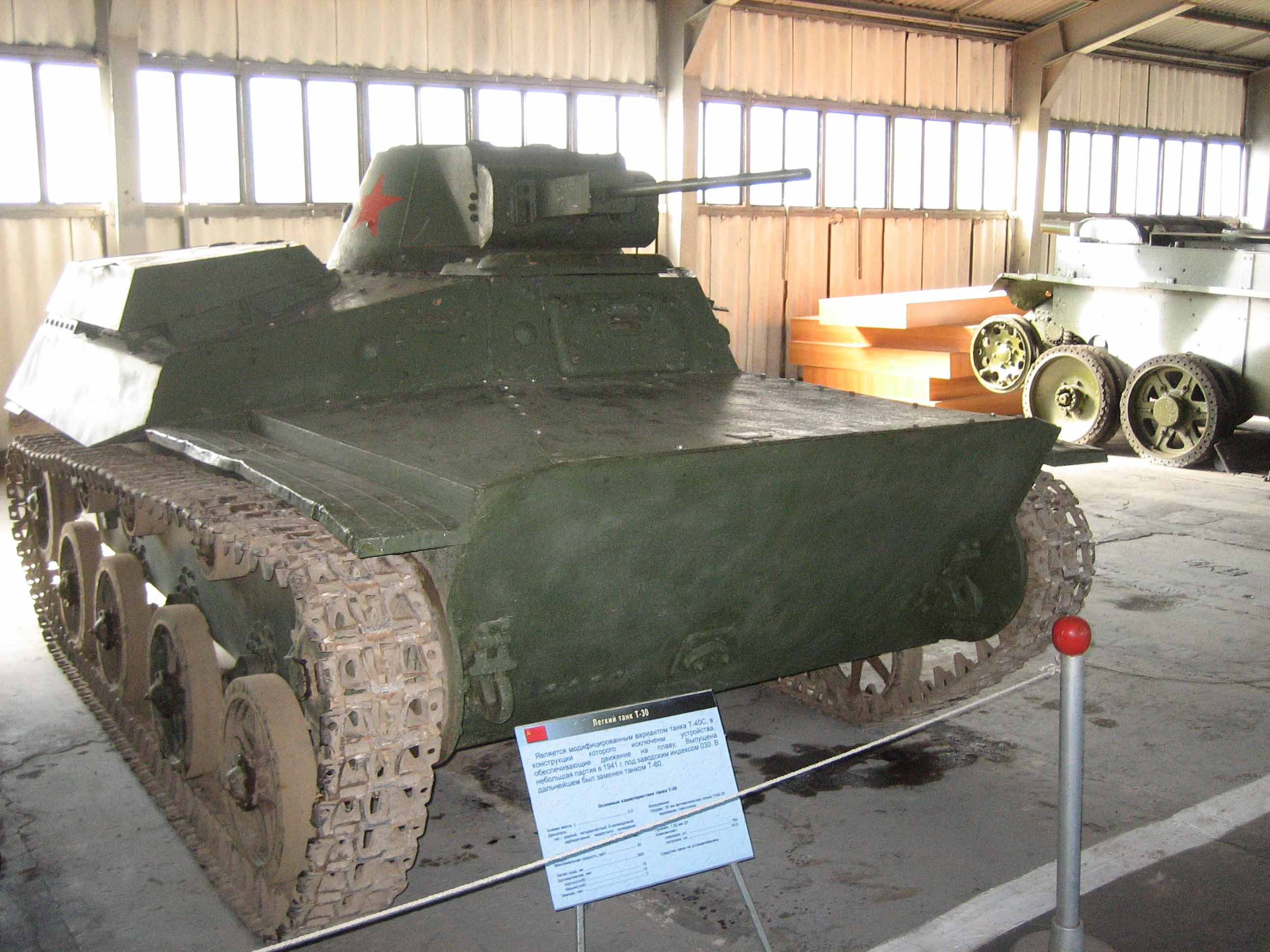
T-30（オブイェークト030）
クビンカ戦車博物館の展示車両

戦闘機用20mm ShVAK機関砲に強化したオブイェークト030、T-30も試作されたが、これは武装の他には車体後部のスクリュー取り付け部の凹んだ部分が無く、中空構造のプレス製転輪が浮力の無い鋳造製スポーク型に代わっただけで、実質的にはT-40Sの武装強化型でしかなく、偵察用軽戦車としては車体の船形構造を廃して最初から陸上専用型として設計されたT-60が本格的に量産されることとなった。
クビンカ戦車博物館にはT-40SとT-30が現存するが、どちらも武装は20mm ShVAK機関砲となっており、ほとんど同じような戦車であることがわかる。